# Орлов, Игорь Александрович (хоккеист)
Игорь Александрович Орлов (28 августа 1954, Ижевск — 8 мая 2024) — советский и российский хоккеист, нападающий. Мастер спорта СССР.

## Биография
Игорь Орлов и его брат-близнец Александр начинали играть в хоккей на ижевском стадионе «Буревестник», в возрасте 12 лет в составе детской команды «Италмас» принимали участие в финале всесоюзного турнира «Золотая шайба» в Москве.
Практически всю карьеру братья провели вместе. Дебютировали в сезоне 1971/72 в составе команды второй лиги «Ижсталь». 1,5 года проходили армейскую службу. Затем играли в «Ижстали» (1975/76 — 1979/80, 1986/87 — 1987/88), «Спартаке» Москва (1980/81 — 1984/85), «Торпедо» Ярославль (1985/86), «Прогрессе» Глазов (1988/89), с 1989 ггожа — в «Металлурге» Череповец. В сезоне 1991/92 Игорь Орлов в российских профессиональных соревнованиях не участвовал, затем выступал за «Нефтехимик» Нижнекамск (1992/93, с братом), «Тебукнефть» / «Коминефть» (Нижний Одес, 1993—1994), «Титан» Клин (1998/99).
Умер 8 мая 2024 года в возрасте 69 лет.

## Достижения
- Серебряный призёр чемпионата СССР — 1981, 1982, 1983, 1984.
- Обладатель Кубка Шпенглера — 1980[укр.], 1981[укр.].
- По итогам опросов дважды (1989, 2012) признавался лучшим центральным нападающим «Ижстали» за всю историю.